# Walcarka

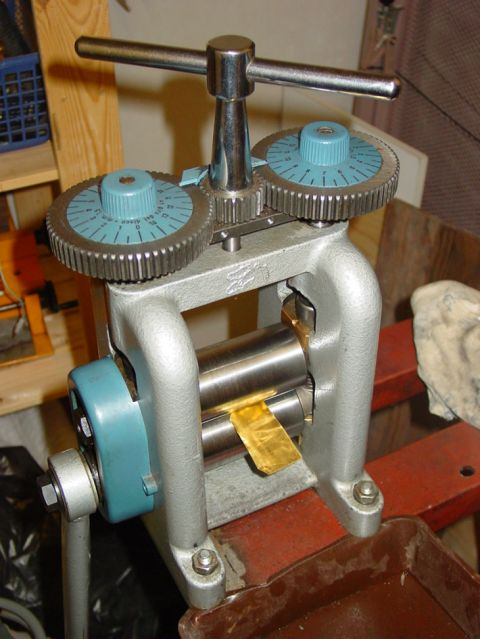
Ręczna walcarka warsztatowa

Walcarka – zespół urządzeń do wykonywania czynności walcowania mający jeden autonomiczny napęd główny, który służy do napędzania walców.

## Klasyfikacja
Ze względu na zastosowanie wyróżnia się walcarki do walcowania:
- na gorąco
- na zimno
- rur
- kształtowników
- blach
- łamacze zgorzeliny
- ciągnące
- wyginające
- prostujące
- chłodzące.

Ze względu na sposób walcowania wyróżnia się walcarki okresowe, ciągłe i nawrotne.
Ze względu na liczbę i układ walców wyróżnia się walcarki duo, trio, kwarto, 6-walcowe, 12-walcowe, 20-walcowe, pionowe, poziome, skośne, uniwersalne i inne.